# Rahim Alhassane
Abdel Rahim Alhassane Bonkano (Abuja, 1º gennaio 2002) è un calciatore nigerino, difensore del Real Oviedo e della nazionale nigerina.

## Carriera

### Club
Alhassane è cresciuto nel settore giovanile del Rayo Majadahonda ed ha disputato i suoi primi incontri ufficiali nel 2020 con il Paracuellos Antamira, la società satellite militante in quarta divisione. Nel 2021 è stato ceduto in prestito al Gimnástica Segoviana e la stagione seguente è stato confermato in rosa dal Rayo.
Rimasto svincolato dopo la rescissione consensuale del contratto, il 4 agosto 2023 ha firmato un biennale con il Recreativo Huelva dove ha trascorso una stagione da titolare segnando anche il primo gol in carriera, il 10 dicembre contro il Linares Deportivo. Il 15 luglio 2024 è stato acquistato dal Real Oviedo ed il 17 agosto seguente ha debuttato in Segunda División nell'incontro vinto 1-0 contro il Deportivo La Coruña.

### Nazionale
Ha giocato nella nazionale nigerina Under-23.
Ha debuttato con la nazionale maggiore nigerina il 23 marzo 2022 nell'amichevole pareggiata 1-1 contro il Mozambico.

## Statistiche

### Presenze e reti nei club
Statistiche aggiornate al 14 novembre 2024.
| Stagione        | Squadra              | Campionato      | Campionato | Campionato | Coppe nazionali | Coppe nazionali | Coppe nazionali | Coppe continentali | Coppe continentali | Coppe continentali | Altre coppe | Altre coppe | Altre coppe | Totale | Totale | Totale |
| Stagione        | Squadra              | Comp            | Pres       | Reti       | Comp            | Pres            | Reti            | Comp               | Pres               | Reti               | Comp        | Pres        | Reti        | Pres   | Reti   |        |
| --------------- | -------------------- | --------------- | ---------- | ---------- | --------------- | --------------- | --------------- | ------------------ | ------------------ | ------------------ | ----------- | ----------- | ----------- | ------ | ------ | ------ |
| 2020-2021       | Paracuellos Antamira | TD              | 5          | 0          | -               | -               | -               | -                  | -                  | -                  | -           | -           | -           | 5      | 0      |        |
| 2021-2022       | Gimnástica Segoviana | TDR             | 13         | 0          | CR              | 1               | 0               | -                  | -                  | -                  | -           | -           | -           | 14     | 0      |        |
| 2022-2023       | Rayo Majadahonda     | PF              | 20         | 0          | CR              | 1               | 0               | -                  | -                  | -                  | -           | -           | -           | 21     | 0      |        |
| 2023-2024       | Recreativo Huelva    | PF              | 33         | 1          | CR              | 1               | 0               | -                  | -                  | -                  | -           | -           | -           | 34     | 1      |        |
| 2024-2025       | Real Oviedo          | SD              | 12         | 0          | CR              | 0               | 0               | -                  | -                  | -                  | -           | -           | -           | 12     | 0      |        |
| Totale carriera | Totale carriera      | Totale carriera | 83         | 1          |                 | 3               | 0               |                    | -                  | -                  |             | -           | -           | 84     | 1      |        |

### Cronologia presenze e reti in nazionale
| Cronologia completa delle presenze e delle reti in nazionale ― Niger | Cronologia completa delle presenze e delle reti in nazionale ― Niger | Cronologia completa delle presenze e delle reti in nazionale ― Niger | Cronologia completa delle presenze e delle reti in nazionale ― Niger | Cronologia completa delle presenze e delle reti in nazionale ― Niger | Cronologia completa delle presenze e delle reti in nazionale ― Niger | Cronologia completa delle presenze e delle reti in nazionale ― Niger | Cronologia completa delle presenze e delle reti in nazionale ― Niger |
| Data                                                                 | Città                                                                | In casa                                                              | Risultato                                                            | Ospiti                                                               | Competizione                                                         | Reti                                                                 | Note                                                                 |
| -------------------------------------------------------------------- | -------------------------------------------------------------------- | -------------------------------------------------------------------- | -------------------------------------------------------------------- | -------------------------------------------------------------------- | -------------------------------------------------------------------- | -------------------------------------------------------------------- | -------------------------------------------------------------------- |
| 23-3-2022                                                            | Nouakchott                                                           | Mozambico                                                            | 1 – 1                                                                | Niger                                                                | Amichevole                                                           | -                                                                    |                                                                      |
| 26-3-2022                                                            | Nouakchott                                                           | Niger                                                                | 1 – 2                                                                | Libia                                                                | Amichevole                                                           | -                                                                    | 46’                                                                  |
| 4-6-2022                                                             | Cotonou                                                              | Niger                                                                | 1 – 1                                                                | Tanzania                                                             | Qual. Coppa d'Africa 2023                                            | -                                                                    |                                                                      |
| 8-6-2022                                                             | Kampala                                                              | Uganda                                                               | 1 – 1                                                                | Niger                                                                | Qual. Coppa d'Africa 2023                                            | -                                                                    |                                                                      |
| 23-3-2023                                                            | Algeri                                                               | Algeria                                                              | 2 – 1                                                                | Niger                                                                | Qual. Coppa d'Africa 2023                                            | -                                                                    |                                                                      |
| 27-3-2023                                                            | Radès                                                                | Niger                                                                | 0 – 1                                                                | Algeria                                                              | Qual. Coppa d'Africa 2023                                            | -                                                                    | 87’                                                                  |
| 18-6-2023                                                            | Dar es Salaam                                                        | Tanzania                                                             | 1 – 0                                                                | Niger                                                                | Qual. Coppa d'Africa 2023                                            | -                                                                    | 56’                                                                  |
| 7-9-2023                                                             | Marrakech                                                            | Niger                                                                | 0 – 2                                                                | Uganda                                                               | Qual. Coppa d'Africa 2023                                            | -                                                                    | 71’ 86’                                                              |
| 14-10-2023                                                           | Mohammédia                                                           | Niger                                                                | 3 – 0                                                                | Somalia                                                              | Amichevole                                                           | -                                                                    | 75’                                                                  |
| 17-10-2023                                                           | Khouribga                                                            | Libia                                                                | 1 – 1                                                                | Niger                                                                | Amichevole                                                           | -                                                                    | 64’                                                                  |
| 18-11-2023                                                           | Marrakech                                                            | Niger                                                                | 0 – 1                                                                | Tanzania                                                             | Qual. Mondiali 2026                                                  | -                                                                    |                                                                      |
| 21-11-2023                                                           | Marrakech                                                            | Niger                                                                | 2 – 1                                                                | Zambia                                                               | Qual. Mondiali 2026                                                  | -                                                                    |                                                                      |
| 26-3-2024                                                            | Berrechid                                                            | Niger                                                                | 1 – 1                                                                | Burkina Faso                                                         | Amichevole                                                           | -                                                                    |                                                                      |
| 4-9-2024                                                             | Giuba                                                                | Sudan                                                                | 1 – 0                                                                | Niger                                                                | Qual. Coppa d'Africa 2025                                            | -                                                                    |                                                                      |
| 9-9-2024                                                             | Berkane                                                              | Niger                                                                | 1 – 1                                                                | Ghana                                                                | Qual. Coppa d'Africa 2025                                            | -                                                                    |                                                                      |
| 11-10-2024                                                           | Luanda                                                               | Angola                                                               | 2 – 0                                                                | Niger                                                                | Qual. Coppa d'Africa 2025                                            | -                                                                    |                                                                      |
| 18-11-2024                                                           | Accra                                                                | Ghana                                                                | 1 – 2                                                                | Niger                                                                | Qual. Coppa d'Africa 2025                                            | -                                                                    |                                                                      |
| Totale                                                               |                                                                      | Presenze                                                             | 17                                                                   |                                                                      | Reti                                                                 | 0                                                                    |                                                                      |